# Rousínovský hrádek
Rousínovský hrádek je zaniklý hrad, který stával v lese severovýchodně od Rousínova. Pravděpodobně se jednalo o předsunutý strážní objekt nedalekého Milštejna, nebo naopak o opevnění využívané při jeho obléhání.  Pozůstatky objektu se nachází v katastrálním území Cvikov v okrese Česká Lípa.

## Historie
O hradu se nedochovaly žádné písemné prameny. Neznáme ani původní jméno, ale v devatenáctém století se místo, kde hrad stával, označovalo jako Schlosshügel (Zámecký vršek). Povrchovými sběry byl získán malý soubor keramických fragmentů datovaných do šestnáctého až počátku sedmnáctého století, ale je možné, že některé z nich nesouvisí s dobou existence hradu.

## Stavební podoba
Staveništěm hrádku se stala protáhle oválná čedičová kupa s nadmořskou výškou 450 metrů, jejíž převýšení vůči okolnímu terénu dosahuje patnácti metrů. Přístupová cesta vedla přes nevýrazný spočinek na severovýchodní straně. Opevnění dochované v podobě terénní vlny tvořil příkop, který byl na přístupnější severovýchodní straně doplněn vnějším valem. Na vrcholové plošině stávaly pravděpodobně dvě dřevěné stavby, po nichž se zachovala jen dvojice prohlubní.